# 18295 Borispetrov
18295 Borispetrov è un asteroide della fascia principale. Scoperto nel 1978, presenta un'orbita caratterizzata da un semiasse maggiore pari a 2,6625508 UA e da un'eccentricità di 0,2631356, inclinata di 10,42718° rispetto all'eclittica.